# Vertigo (revista)
Vertigo foi o nome de três revistas em quadrinhos brasileiras cujo conteúdo era formado por edições variadas de material da Vertigo, selo da DC Comics destinado à publicação de quadrinhos para o público adulto.

## Editora Abril
A primeira vez que o título Vertigo foi utilizado em uma publicação regular no Brasil foi com a série mensal da editora Abril, publicada entre março de 1995 e fevereiro de 1996, com 12 edições. Em 1996, a revista ganhou o Troféu HQ Mix na categoria "melhor revista seriada".

## Opera Graphica
A editora Opera Graphica publicou 10 edições da revista Vertigo entre junho de 2002 e maio de 2003.

## Panini Comics
A mais longeva revista a utilizar o título Vertigo foi da Panini Comics, com 51 edições entre outubro de 2009 e abril de 2014. Em 2011, a revista ganhou o Troféu HQ Mix na categoria "melhor publicação de aventura / terror / ficção".